# Barragem de Águas Claras
A barragem de Águas Claras localiza-se no Município de Aljustrel, Distrito de Beja, em Portugal. Situa-se no Barranco do Morgado. A barragem foi projectada em 1990.

## Barragem
É uma barragem de aterro (terra homogénea). Possui uma altura de 28 m acima da fundação (26 m acima do terreno natural) e um comprimento de coroamento de 340 m (largura 7 m). O volume da barragem é de 192.000 m³. Possui uma capacidade de descarga máxima de 7,5 m³/s (descarregador de cheias).

## Albufeira
A albufeira da barragem apresenta uma superfície inundável ao NPA (Nível Pleno de Armazenamento) de 0,32 km² e tem uma capacidade total de 2,1 Mio. m³. As cotas de água na albufeira são: NPA de 161,25 metros, NMC (Nível Máximo de Cheia) de 162 metros e NME (Nível Mínimo de Exploração) de 140 metros.